# Tamara Miansarowa
Tamara Grigorjewna Miansarowa (ros. Тамара Григорьевна Миансарова; ur. 5 marca 1931 w Zinowjewsku, zm. 12 lipca 2017 w Moskwie) – radziecka piosenkarka, śpiewająca sopranem lirycznym.

## Rodzina
Jej ojcem był Grigorij Matwiejewicz Remniew, artysta Odeskiego Muzycznego Teatru Dramatu i Komedii; matką – Anastazja Fiedorowna Aleksiejewa, śpiewaczka, która pracowała między innymi w operze mińskiej. Wyszła za mąż za Marka Michajłowicza Feldmana, skrzypka. Jej syn Andrzej został pianistą i kompozytorem, córka Katarzyna – poetką. Także dwoje z trojga jej wnucząt zajmuje się czynnie sztuką.

## Wczesne lata
Niezależnie od pracy zawodowej, jej rodzice oraz dwie ciotki śpiewali w chórze cerkiewnym i na jego próby zabierali małą Tamarę. Tym sposobem, bardzo wcześnie zaznajomiła się ona z muzyką i postanowiła naśladować członków rodziny. W wieku 4 lat debiutowała w przedstawieniach odeskiego domu kultury.
Po kilku latach, rodzina wyjechała do Mińska, gdzie zastała ich wojna i Miansarowa przerwała edukację muzyczną. Po wojnie wznowiła zajęcia, a w 1951 ukończyła 10-letnią szkołę muzyczną i wstąpiła do wydziału fortepianu konserwatorium moskiewskiego. Oprócz nauki gry na instrumencie, pobierała dodatkowo lekcje śpiewu. W 1957 ukończyła uczelnię i krótko pracowała jako organizatorka koncertów. Po 3 miesiącach zaczęła karierę estradową. W jej repertuarze były jedynie 3 piosenki i z nimi wzięła udział we Wszechzwiązkowym Konkursie Artystów Estrady, w którym zajęła 3 miejsce.

## Kariera
W 1962 zdobyła główną nagrodę podczas VIII Światowego Festiwalu Młodzieży i Studentów w Helsinkach. Miansarowa nie przygotowywała się do występu, gdyż jej udział w festiwalu nie był planowany, a wystąpiła w nim, aby zastąpić chorego kolegę.
W 1963 odbył się Międzynarodowy Festiwal Piosenki Polskiej w Sopocie, podczas którego Miansarowa zaśpiewała piosenkę Солнечный круг (dosł. Słoneczny krąg), znaną później jako Пусть всегда будет солнце (Zawsze niech będzie słońce). Był to wiersz poety i autora tekstów Lwa Oszanina, do którego muzykę napisał Arkadij Ostrowski. Dzięki jego wykonaniu, piosenkarka zajęła I lokatę w Dniu Międzynarodowym, ex-aequo z Francuzką Simone Langlois, pomimo tego, że członkowie radzieckiej delegacji odwodzili ją od zamiaru wykonania tego utworu, a muzycy odmawiali jej prób. Piosenka spotkała się z żywiołową reakcją zgromadzonej publiczności; życzliwie odnieśli się też krytycy. Tamara Miansarowa stała się jedną z największych gwiazd socjalistycznej estrady. W Polsce na jej cześć wyprodukowano linię perfum „Tamara”.
W 1966 odbył się w sześciu stolicach państw bloku wschodniego konkurs piosenki Дружба (Przyjaźń). W czterech koncertach Tamara Miansarowa odniosła zwycięstwo, co ugruntowało jej pozycję gwiazdy. Dała wiele koncertów w ZSRR i za granicą i choć w repertuarze miała 140 utworów, niemal wszędzie publiczność domagała się piosenki znanej z festiwalu sopockiego.
Polską wersję innego przeboju Tamaty Miansarowej „Czarny kot” (Чёрный кот) miał w swoim repertuarze polski zespół Alibabki.
Na początku lat 70. popadła w niełaskę władzy radzieckiej: zniknęła z ekranu telewizyjnego, z radia, w stolicy mnożono trudności, by nie mogła zorganizować koncertu, wstrzymano emisję zrealizowanego o niej filmu, Солнечная баллада (dosł. Słoneczna ballada). Mówiono, że artystka wyjechała do Izraela. W końcu zaczęła występować na ukraińskiej prowincji: w klubach górniczych, co dało jej przydomek „Szachtiorska sława”. Powróciła do Moskwy, gdzie do 1988 pozostawała na cenzurowanym. W tym roku została przyjęta do pracy jako wykładowca śpiewu.
Pochowana na Cmentarzu Trojekurowskim w Moskwie.

## Odznaczenia
Tamara Miansarowa została odznaczona medalem Zasłużonej Artystki Ukrainy (1972), oraz Ludowej Artystki Rosji (1996). Swoimi medalami nagrodziły ją także: Kambodża i Laos.